# Youssef Gaddour
Youssef Gaddour (15 de março de 1990) é um basquetebolista profissional tunisiano.

## Carreira
Youssef Gaddour integrou a Seleção Tunisiana de Basquetebol, em Londres 2012, que terminou na décima-primeira colocação.